# Dvärghajar
Dvärghajar (Dalatiidae) är en familj av hajar. Dalatiidae ingår i ordningen pigghajartade hajar inom underklassen hajar och rockor. Enligt Catalogue of Life omfattar familjen Dalatiidae 10 arter.
De flesta arterna i denna familj är små med en längd av 15 till 30 cm men det förekommer lika små arter i några andra hajfamiljer (till exempel lanternhajar). Chokladhajen (Dalatias licha) som likaså ingår i denna familj blir upp till 180 cm lång.
Arterna förekommer i alla hav i djupa regioner och nära kusterna. Medlemmarnas levnadssätt är varierande. Honor föder 6 till 16 ungar per tillfälle.
Släkten enligt Catalogue of Life:
- Dalatias
- Euprotomicroides
- Euprotomicrus
- Heteroscymnoides
- Isistius
- Mollisquama
- Squaliolus